# Karlshamn–Gdynia
Karlshamn-Gdynia var en bilfärjelinje mellan Karlshamn i Sverige och Gdynia i Polen. Linjen är numera nedlagd.
Färjelinjen Karlshamn - Gdynia startades 1995 av det ryska rederiet Baltic Line och trafikerades med fartygen Mercuri 1 och Mercuri 2. Premiärturen från Östra piren i centrala Karlshamn gick den 10 juli 1995 med fartyget Mercuri 1. Då det var brist på tullpersonal gick premiärturen med endast gods. Första turen med passagerare avgick från Karlshamn den 3 augusti 1995.
1 november 1995 meddelade rederiet Baltic Line att trafiken på linjen skulle läggas ner. Skälet uppgavs vara den hårda konkurrensen.